# Rhizomyces
Rhizomyces — рід грибів родини Laboulbeniaceae. Назва вперше опублікована 1896 року.

## Класифікація
Згідно з базою MycoBank до роду Rhizomyces відносять 10 офіційно визнаних видів:
- Rhizomyces canzonerii
- Rhizomyces circinalis
- Rhizomyces confusus
- Rhizomyces cornutus
- Rhizomyces crispatus
- Rhizomyces ctenophorus
- Rhizomyces cucullatus
- Rhizomyces gibbosus
- Rhizomyces gracilis
- Rhizomyces kamerunus